# Yasuhiro Kanō
Yasuhiro Kanō (叶 恭弘 Kanō Yasuhiro?) es un mangaka nacido el 16 de diciembre de 1970 en Hokkaidō (Japón), conocido por sus series de manga Pretty Face y Mx0.

## Trabajos

### Series
- Black City (1992)
- Pretty Face (2002)
- Tokyo Ants (2003)
- Mx0 (2006)
- Snow in the Dark (2007)
- Kagami no Kuni no Harisugawa (2011)
- Kiruru Kill Me (2020-presente)

### One-shots
- Midnight Magic
- MP0
- She Monkey
- Doki Doki Summer Beach (2008)
- LOOP (2009)
- Akazukin Eliza (2009)
- Brand New School Day